# Usina Nuclear de Paluel
A Usina Nuclear de Paluel (em francês:  Centrale nucléaire de Paluel) fica na cidade francesa de Paluel na Normandia, Departamento de Seine-Maritime, a cerca de 40 km de distância da cidade de Dieppe e emprega aproximadamente 1 250 empregados regulares. A usina nuclear, que consiste de quatro reatores de água pressurizada (PWRs). O operador é a empresa francesa EDF. A água do Canal Inglês é usada para a refrigeração.

## Visão geral
A capacidade instalada total de 5.528 MW faz dela uma das maiores estações do mundo e da França, sendo respectivamente a sétima e segunda maior em cada local. Ela alimenta a rede pública de eletricidade com cerca de 32 bilhões de kilowatt horas em média a cada ano, tendo fator de capacidade de 71.0%. Os reatores foram fornecidos pela Framatone e são operados pela EDF.

## Segurança
No passado, houve problemas com a refrigeração da instalação nuclear devido a bloqueio das torres de refrigeração no Canal Inglês, o que causou a desativação automática de um reator. O bloqueio foi causado em parte devido a presença sazonal de uma macro alga e a EDF está procurando soluções possíveis com a Gunderboom, Inc.
Em abril de 2016, um gerador de vapor de 450 toneladas cai no chão do reator durante a manutenção decenal do Paluel 2. Paluel 2 ficou offline em maio de 2015 e agora espera-se que reentre o serviço em abril de 2018 após a substituição do gerador de vapor.

## Reatores
| Reator   | Tipo | Potência para a rede | Potência total | Início da construção | Fim da construção | Operação comercial | Licenciado até |
| -------- | ---- | -------------------- | -------------- | -------------------- | ----------------- | ------------------ | -------------- |
| Paluel 1 | PWR  | 1,330 MW             | 1,382 MW       | 15/08/1977           | 22/06/1984        | 01/12/1985         | 2025           |
| Paluel 2 | PWR  | 1,330 MW             | 1,382 MW       | 01/01/1978           | 04/09/1984        | 01/12/1985         | 2025           |
| Paluel 3 | PWR  | 1,330 MW             | 1,382 MW       | 01/02/1979           | 30/09/1985        | 01/02/1986         | 2026           |
| Paluel 4 | PWR  | 1,330 MW             | 1,382 MW       | 01/02/1980           | 11/04/1986        | 01/06/1986         | 2026           |